# Old Lindley
Old Lindley – przysiółek w Anglii, w West Yorkshire, w dystrykcie metropolitalnym Calderdale. Old Lindley jest wspomniana w Domesday Book (1086) jako Linlei/Linleie.